# Šišenska cesta, Ljubljana
Šišenska cesta (predhodno Černetova ulica) je ena izmed cest v Zgornji Šiški (Mestna občina Ljubljana). 
Po cesti poteka vsakoletni Ljubljanski maraton.

## Urbanizem
Prične se na križišču s Celovško in Litostrojsko cesto, medtem ko se konča pod Šišenskim hribom in preide v Večno pot.

## Poimenovanje
Cesta je bila uradno poimenovana 3. maja 1938 kot Šišenska cesta; predhodno je imela domače ime Černetova ulica.

## Javni potniški promet
Po Šišenski cesti potekajo trase mestnih avtobusnih linij 5, N5, 18, 18L in 22. 
Na vsej cesti sta tri postajališča mestnega potniškega prometa (eno je enosmerno).

### Postajališči MPP
| postajališče        | št. linije         |
| ------------------- | ------------------ |
| 803016 Šišenska     | 5, N5, 18, 18L, 22 |
| 803082 Kneza Koclja | 5, N5, 18, 18L, 22 |
| 803221 Draga        | 18, 18L            |

| postajališče        | št. linije         |
| ------------------- | ------------------ |
| 803222 Draga        | 18, 18L            |
| 803081 Kneza Koclja | 5, N5, 18, 18L, 22 |